# 加利福尼亚老鹰队
加利福尼亚老鹰队（California Eagles）是新美国篮球协会的一支球队。